# Frans Blom
Frans Blom, narozený jako Frants Ferdinand Blom, (9. srpna 1893, Kodaň – 23. června 1963, San Cristóbal de Las Casas) byl dánský cestovatel a archeolog. Věnoval se především výzkumu mayské civilizace v oblasti Mexika a střední Ameriky.

## Životopis
Frans Blom se narodil v Kodani v měšťanské rodině obchodníka se starožitnostmi. Obchodní vzdělání získal v Německu a v Belgii. Poté začal cestovat a v roce 1919 se dostal do Mexika, kde pracoval v ropném průmyslu. Vytvářel mapy a prováděl geologický průzkum ve státech Veracruz, Tabasco a Chiapas. Cestoval do vzdálených míst v mexické džungli a začal se zajímat o ruiny mayské civilizace, na které během svých cest narazil. Začal tyto pozůstatky kreslit a dokumentovat. Poté, co ukázal svou práci Národnímu antropologickému muzeu, financovalo muzeum některé z jeho expedic.
Po záchvatu malárie v roce 1922 opustil ropný průmysl. V té době se setkal s americkým archeologem a odborníkem na mezoamerickou historii Sylvanem Morleyem, který prováděl terénní výzkum v Mexiku a ve střední Americe. Ten jej přivedl do Cambridge v Massachusetts na Harvardovu univerzitu, kde se mu dostalo v letech 1922–1923 dvou semestrů formálního archeologického vzdělání.

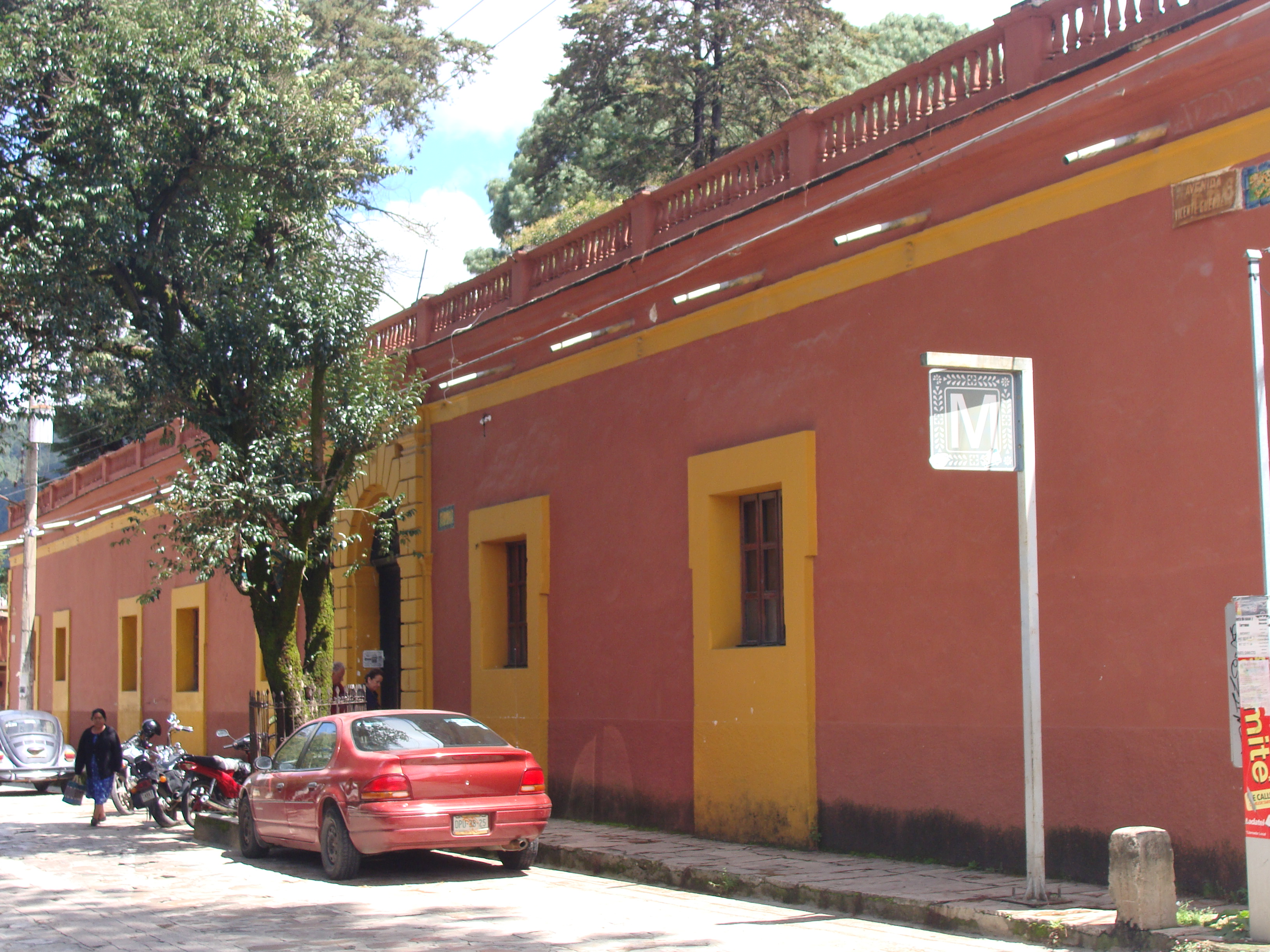
Casa Na Bolom

Od roku 1923 Blom učil na Tulane University v New Orleans a během zdejšího působení podnikl několik expedic do střední Ameriky. V roce 1923 během svého výzkumu v Palenque zdokumentoval řadu aspektů, které dřívější badatelé zanedbaly. V roce 1924 Blom vykopal mayské archeologické naleziště Uaxactum v Guatemale. O svých výzkumech v oblasti Tehuantepecké šíje napsal několik z prvních vědeckých zpráv o místech patřících Olmékům. V roce 1925 odcestoval s americkým antropologem Oliverem La Fargem do oblasti známé jako Srdce Olméků. V roce 1926 byl jmenován vedoucím nově založeného Oddělení středoamerických studií na Tulane University.
V roce 1932 se oženil s Američankou Mary Thomas, ale o šest let později se pár rozvedl. Z Bloma se stal alkoholik a byl donucen odejít z univerzity. Poté se přestěhoval do Mexika, kde se v roce 1943 setkal se švýcarskou fotografkou Gertrudou Duby, se kterou se oženil.
V roce 1950 koupil Blom velký dům v San Cristóbal de las Casas, který byl následně pojmenován jako Casa Na Bolom (Dům jaguára). Blomovi z něho udělali kulturní a vědecké centrum s místnostmi pro návštěvníky a Gertrude Blom pokračovala v činnosti i desítky let po smrti svého manžela. Dům se stal domovskou základnou pro archeologické výpravy, například do nedalekého Moxviquilu či do Lacandonské džungle. Blomovi také podnikali expedice pro mexickou vládu.
Frans Blom zemřel 23. června 1963 v San Cristóbal de Las Casas v Mexiku.